# Добринци
Добринци су насеље у општини Рума, у Сремском округу, у Србији. Према попису из 2022. било је 1372 становника.
Овде се налази локалитет Солнок.

## Историја
Према историјским подацима Добринци су најстарије насеље на подручју румске општине, а до почетка 19. века и једно од највећих места у Срему. Храброст и слободарки дух Добринчана и њихово учешће у Првом и Другом српском устанку су сачувани у записима Нићифора Нинковића рођеног у Добринцима, директан сведок и хроничар тих времена. Опис ликова Карађорђа, Књаза Милоша, српских војвода и хајдука, захваљујући њему сачувани су као својеврсна историјска грађа.
У историјском контексту остало је запамћено учешће Добринчана 1848. године на Мајској скупштини војвођанских Срба у Сремским Карловцима.

## Демографија
У насељу Добринци живи 1370 пунолетних становника, а просечна старост становништва износи 41,1 година (39,2 код мушкараца и 43,1 код жена). У насељу има 541 домаћинство, а просечан број чланова по домаћинству је 3,17 (попис 2002. године).
Ово насеље је великим делом насељено Србима.
|  |

| Демографија | Демографија | Демографија |
| Година      | Становника  | Становника  |
| ----------- | ----------- | ----------- |
| 1948.       | 1.680       |             |
| 1953.       | 1.625       |             |
| 1961.       | 1.629       |             |
| 1971.       | 1.641       |             |
| 1981.       | 1.696       |             |
| 1991.       | 1.701       | 1.684       |
| 2002.       | 1.716       | 1.787       |

| Етнички састав према попису из 2002.‍ | Етнички састав према попису из 2002.‍ | Етнички састав према попису из 2002.‍ | Етнички састав према попису из 2002.‍ | Етнички састав према попису из 2002.‍ |
| ------------------------------------ | ------------------------------------ | ------------------------------------ | ------------------------------------ | ------------------------------------ |
|                                      |                                      |                                      |                                      |                                      |
| Срби                                 | Срби                                 |                                      | 1.634                                | 95,22%                               |
| Роми                                 | Роми                                 |                                      | 44                                   | 2,56%                                |
| Југословени                          | Југословени                          |                                      | 9                                    | 0,52%                                |
| Румуни                               | Румуни                               |                                      | 2                                    | 0,11%                                |
| Хрвати                               | Хрвати                               |                                      | 1                                    | 0,05%                                |
| Мађари                               | Мађари                               |                                      | 1                                    | 0,05%                                |
| непознато                            | непознато                            |                                      | 17                                   | 0,99%                                |

| Година пописа     | 1948. | 1953. | 1961. | 1971. | 1981. | 1991. | 2002. |
| ----------------- | ----- | ----- | ----- | ----- | ----- | ----- | ----- |
| Број домаћинстава | 404   | 417   | 434   | 454   | 496   | 512   | 541   |

| Број чланова      | 1  | 2   | 3   | 4   | 5  | 6  | 7  | 8 | 9 | 10 и више | Просек |
| ----------------- | -- | --- | --- | --- | -- | -- | -- | - | - | --------- | ------ |
| Број домаћинстава | 93 | 125 | 103 | 100 | 73 | 34 | 11 | 1 | 1 | 0         | 3,17   |

| Пол    | Укупно | Неожењен/Неудата | Ожењен/Удата | Удовац/Удовица | Разведен/Разведена | Непознато |
| ------ | ------ | ---------------- | ------------ | -------------- | ------------------ | --------- |
| Мушки  | 727    | 235              | 435          | 31             | 25                 | 1         |
| Женски | 714    | 122              | 438          | 140            | 14                 | 0         |
| УКУПНО | 1.441  | 357              | 873          | 171            | 39                 | 1         |

| Пол    | Укупно                    | Пољопривреда, лов и шумарство | Рибарство                            | Вађење руде и камена | Прерађивачка индустрија       |
| ------ | ------------------------- | ----------------------------- | ------------------------------------ | -------------------- | ----------------------------- |
| Мушки  | 388                       | 237                           | 0                                    | 0                    | 45                            |
| Женски | 202                       | 133                           | 0                                    | 0                    | 31                            |
| УКУПНО | 590                       | 370                           | 0                                    | 0                    | 76                            |
| Пол    | Производња и снабдевање   | Грађевинарство                | Трговина                             | Хотели и ресторани   | Саобраћај, складиштење и везе |
| Мушки  | 1                         | 28                            | 16                                   | 6                    | 17                            |
| Женски | 0                         | 0                             | 12                                   | 2                    | 0                             |
| УКУПНО | 1                         | 28                            | 28                                   | 8                    | 17                            |
| Пол    | Финансијско посредовање   | Некретнине                    | Државна управа и одбрана             | Образовање           | Здравствени и социјални рад   |
| Мушки  | 1                         | 3                             | 5                                    | 7                    | 1                             |
| Женски | 0                         | 0                             | 2                                    | 5                    | 11                            |
| УКУПНО | 1                         | 3                             | 7                                    | 12                   | 12                            |
| Пол    | Остале услужне активности | Приватна домаћинства          | Екстериторијалне организације и тела | Непознато            | Непознато                     |
| Мушки  | 1                         | 0                             | 0                                    | 20                   | 20                            |
| Женски | 3                         | 0                             | 0                                    | 3                    | 3                             |
| УКУПНО | 4                         | 0                             | 0                                    | 23                   | 23                            |

## Галерија
- Културни центар у Добринцима
- Споменик у парку у Добринцима
- Купине са локалног купињака
- Локалне малине и купине